# Cook, Serve, Delicious!
Cook, Serve, Delicious! é um jogo eletrônico de simulação de restaurante, desenvolvido e publicado pela Vertigo Gaming. O jogador controla o cardápio e o funcionamento de um restaurante e ganha lucro atendendo corretamente os pedidos dos clientes. Foi lançado em 5 de outubro de 2012 para PC e na Steam em 8 de outubro de 2013, após um período no Steam Greenlight. Posteriormente, foi portado para iOS e Android. Cook, Serve, Delicious! inspirou-se no jogo exclusivo para o Japão Ore no Ryouri, de 1999.
O jogo gerou três sequências: Cook, Serve, Delicious! 2 em 2017, Cook, Serve, Delicious! 3 em 2020 e um spin-off Cook Serve Forever, que ainda não tem data de lançamento. Uma versão remasterizada do jogo original está marcada para sair em 2024.

## Jogabilidade

Captura de tela de Cook, Serve, Delicious!, com os clientes esperando por oito refeições, sendo criadas simultaneamente.

Cook, Serve, Delicious! centra-se em um restaurante antigo e desgastado que precisa de reparos. O edifício onde está instalado o restaurante está com seus negócios em queda, mas a administração encarregou o jogador de mudar isso. O jogador recebe dinheiro e uma escolha de vinte alimentos para colocar no cardápio, mas isso pode ser expandido com a compra de novos equipamentos para a cozinha. Os clientes pedirão uma variedade de comidas e bebidas, além de molhos, complementos e coberturas.
Uma série de oito estações de cozinha são usadas para cozinhar alimentos simultaneamente, conhecidas no jogo como "estações de preparação". Preparar alimentos requer navegar até o pedido do cliente em uma determinada estação e, em seguida, seguir etapas específicas para concluí-lo, fornecidas pelos botões do teclado. Os pedidos podem ser personalizados pelo cliente, como diferentes molhos em um hambúrguer. Algumas refeições requerem tempo de cozimento, durante a qual outros pedidos podem ser concluídos. Uma refeição completa é avaliada pela qualidade de preparo - faltar etapas ou ingredientes, adicionar ingredientes errados ou não cozinhá-la adequadamente pode levar a níveis mais de satisfação dos clientes e portanto a um menor rendimento diário.
O ciclo diário inclui horários de pico no almoço e no jantar, fazendo com que mais clientes cheguem nesses horários. Além de cozinhar, há tarefas para manter o restaurante higienizado a serem realizadas, como lavar a louça, jogar o lixo fora e dar descarga, cada uma seguindo uma abordagem semelhante à de cozinhar os alimentos.
Entre os dias, o jogador pode ajustar seu cardápio, comprando novas receitas, equipamentos ou decorações com o dinheiro ganho. Mudanças nas receitas são necessárias para manter os clientes próximos, pois servir muitos alimentos não saudáveis ou desagradáveis ao mesmo tempo afastará os clientes, enquanto servir os mesmos alimentos todos os dias fará com que eles se tornem obsoletos e menos atraentes para os clientes.

## Desenvolvimento e lançamento
Cook, Serve Delicious! foi idealizado e produzido pela Vertigo Gaming em outubro de 2012. Foi desenvolvido por David Galindo, com arte de Sara Gross e música de Jonathan Geer. Entre as inspirações para o jogo está o jogo de PlayStation Ore no Ryouri, que foi lançado exclusivamente no Japão em 1999. Galindo obteve uma demo do jogo em uma revista de games e ficou intrigado com sua abordagem e adrenalina, inspirando-se a criar um fangame em 2004 usando gráficos desenhados à mão. Embora o jogo fosse popular e ele desejasse fazer uma sequência, ele não tinha fundos suficientes para tal. No entanto, depois de lançar The Oil Blue, sua primeira tentativa de um jogo completo, ele conseguiu 10 mil dólares para investir no projeto.
Cook, Serve Delicious! começou a ser desenvolvido por volta de março de 2012, tendo seu lançamento planejado para o mesmo ano, durante uma pausa do lançamento de grandes jogos. Como Galindo não era programador, ele utilizou o GameMaker Studio 8.1, que na época estava em desenvolvimento beta para Microsoft Windows e posteriormente seria expandido para incluir suporte para Android e iOS; ele pretendia lançar o jogo primeiro para Windows e depois lançar outras versões assim que a versão completa do GameMaker Studio fosse lançada. O jogo foi lançado em 5 de outubro de 2012 para PC e, em seguida, para aplicativos móveis; iOS em 16 de dezembro de 2012 e Android em 29 de julho de 2013, respectivamente. Também foi lançado conteúdo para download (DLC) para o jogo, Cook, Serve, Delicious: Extra Crispy Edition, que adiciona dez novos alimentos, novas faixas musicais, suporte para controle e suporte para jogabilidade cooperativa local.

## Recepção
Mal Scott, do The Stereogram, foi muito positivo em relação ao jogo, comentando que apesar do jogo ser razoavelmente básico, ele é "muito, muito mais do que a soma de suas partes". Também disse que o jogo é difícil, apelidando-o de "Dark Souls dos jogos de culinária". Matt Porter da Hooked Gamers deu ao jogo uma classificação de 7,4 em 10, explicando que ele é "surpreendentemente difícil às vezes" e que "possui muito charme", porém é "repetitivo". Jon Polson da Touch Arcade, deu à versão para iPad quatro estrelas e meia, mas não achou que os controles simplificados tornassem o jogo melhor. Lucy Ingram, da 148Apps, revisou a versão móvel e observou que o jogo engloba "os melhores elementos de todos os jogos de simulação de restaurante" e é "um dos jogos mais divertidos e viciantes que [ela] já jogou". Ela também elogiou a trilha sonora e a jogabilidade, pontuando que "os controles de toque ultra-suaves tornam Cook, Serve, Delicious uma alegria de jogar".

## Outros títulos

### Sequências
A Vertigo Gaming anunciou que uma sequência do jogo, intitulada Cook, Serve Delicious! 2 deveria ser lançada em 24 de agosto de 2017, para MacOS, Linux, Xbox One e PlayStation 4 além de Windows. O jogo teve de ser adiado e foi lançado em 13 de setembro de 2017 para computadores e em 10 de abril de 2019 para consoles. Cook, Serve Delicious! 2 ostentava mais de 180 receitas, em comparação com as 30 do original, sendo dividas em entradas, acompanhamentos e bebidas. Também teve seus gráficos melhorados, bem como a capacidade de personalizar a estética do restaurante.
Cook, Serve, Delicious! 3 foi anunciado em agosto de 2019 com o acesso antecipado planejado para começar em janeiro de 2020. O jogo completo foi lançado para Microsoft Windows, PlayStation 4, Xbox One e Nintendo Switch em 14 de outubro de 2020. Esta sequência é mais centrada na história do que os jogos anteriores. O jogo elimina as tarefas de administrar o restaurante. Neste caso, o jogador deve estar pronto para servir diversos pratos ao chegar em cada parada do percurso.
Um spin-off, Cook Serve Forever, iniciou o acesso antecipado em maio de 2023, além de ter tido sua versão demo lançada em janeiro de 2023. A Vertigo considerou Cook Serve Forever seu maior jogo de culinária até hoje.

### Remasterização
Uma versão remasterizada de Cook, Serve, Delicious!, intitulada Cook, Serve, Delicious: Re-Mustard! foi anunciada pela Vertigo Games em julho de 2023 com lançamento planejado para 2024. Além de apresentar melhores gráficos, ela incluirá mais elementos na história combinando com as sequências da série, dez novas receitas e missões secundárias adicionais. O título também contará com um Modo de Digitação para as versões do jogo para computador, onde os ingredientes a serem adicionados são associados às teclas do teclado (como "M" para mostarda), embora tal recurso ainda não tenha sido anunciado para consoles.